# NGC 287
NGC 287 là một thiên hà dạng hạt đậu trong chòm sao Song Ngư được phát hiện vào ngày 22 tháng 11 năm 1827 bởi John Herschel.